# Tuğçe Şahutoğlu
Tuğçe Şahutoğlu (* 1. Mai 1988 in Mersin) ist eine türkische Leichtathletin, die sich auf den Hammerwurf spezialisiert hat.

## Sportliche Laufbahn
Erste Erfahrungen bei internationalen Meisterschaften sammelte Tuğçe Şahutoğlu im Jahr 2004, als sie bei den Juniorenweltmeisterschaften in Grosseto mit einer Weite von 50,07 m in der Hammerwurfqualifikation ausschied. Im Jahr darauf belegte sie bei den Jugendweltmeisterschaften in Marrakesch mit 54,78 m den fünften Platz und 2006 schied sie bei den Juniorenweltmeisterschaften in Peking mit 56,85 m erneut in der Vorrunde aus. 2011 gewann sie bei den Balkan-Meisterschaften in Sliwen mit 60,92 m die Silbermedaille und im Jahr darauf stellte sie in Izmir mit 74,17 m einen neuen türkischen Landesrekord auf und löste damit Sviatlana Sudak Torun als Rekordhalterin ab. Zudem belegte sie dann bei den Europameisterschaften in Helsinki mit 70,21 m den fünften Platz. Anschließend nahm sie an den Olympischen Sommerspielen in London teil, verpasste dort aber mit 67,58 m den Finaleinzug. 2013 wurde sie positiv an das anabole Steroid Stanozolol getestet und daraufhin mit einer zweijährigen Wettkampfsperre belegt.
2015 belegte sie bei den Balkan-Meisterschaften in Pitești mit 66,20 m den vierten Platz und im Jahr darauf wurde sie bei den Balkan-Meisterschaften ebendort mit 66,35 m Fünfte. Anschließend schied sie bei den Europameisterschaften in Amsterdam mit 62,37 m in der Vorrunde aus und scheiterte auch bei den Olympischen Spielen in Rio de Janeiro mit 67,05 m in der Qualifikationsrunde. 2017 wurde sie bei den Islamic Solidarity Games in Baku mit 62,71 m Vierte und gewann dann bei den Balkan-Meisterschaften in Novi Pazar mit 65,87 m die Silbermedaille. Im Jahr darauf startete sie bei den Mittelmeerspielen in Tarragona und klassierte sich dort mit 63,58 m auf dem sechsten Platz. 2021 nahm sie ein weiteres Mal an den Olympischen Spielen in Tokio teil, verpasste dort aber mit 66,06 m den Finaleinzug. 2023 wurde sie beii der 1. Liga der Team-Europameisterschaft im Rahmen der Europaspiele in Chorzów mit 61,92 m Zwölfte und im Jahr darauf belegte sie bei den Balkan-Meisterschaften in Izmir mit 62,19 min den sechsten Platz.
In den Jahren 2006 und 2021 wurde Şahutoğlu türkische Meisterin im Hammerwurf.